# 陳孝榮
陳孝榮（1990年5月30日—）是前臺灣男子籃球運動員，場上主打大前鋒位置。

## 生平
陳孝榮生於臺北市，高中畢業於基隆商工，2011年進入超級籃球聯賽台灣大，2018年加盟東南亞職業籃球聯賽寶島夢想家，2020年8月從球員身份退役。

## 外部連結
- 陳孝榮的Instagram帳戶
- 陳孝榮在fiba.basketball（英语）
- 陳孝榮在archive.fiba.com（archived）（英语）
- 陳孝榮在Eurobasket.com（球員）（英语）
- 陳孝榮在Flashscore（英语）